# Campo di concentramento di Szebnie
Il campo di concentramento di Szebnie fu costruito durante la seconda guerra mondiale nel Governatorato Generale, vicino alla città di Szebnie, circa 10 chilometri a est di Jasło e 42 km a sud-ovest di Rzeszów.
La struttura nel 1940 originariamente fu concepita come una scuderia per i cavalli della Wehrmacht, adiacente a una tenuta signorile dove stazionavano gli ufficiali tedeschi. Nel corso delle operazioni del campo vi morirono migliaia di persone, compresi i prigionieri di guerra sovietici, gli ebrei polacchi, i polacchi, gli ucraini e i rom. I resti carbonizzati del campo furono riportati alla luce dai sovietici l'8 settembre 1944.

## Descrizione
Il campo fu esteso, nel tempo, arrivando ad occupare un'area di circa 10 ettari con 35 baracche all'apice della sua estensione. Fu trasformato in un campo di prigionia (Kriegsgefangenenlager) alla fine di giugno 1941 per accogliere i circa 6.000 soldati dell'Armata Rossa, catturati in seguito agli eventi dell'operazione Barbarossa. I prigionieri di guerra costruirono le prime 20 baracche con letti a castello a tre livelli. La maggior parte di loro morirono di malattia e di fame, senza riscaldamento d'inverno né servizi igienici, fino a 200 persone al giorno. L'unica persona che aiutò coraggiosamente i malati durante l'epidemia di tifo scoppiata nel campo fu una giovane donna, Helena Gorayska, che pagò con la propria vita nel 1942, anche lei stessa infettata dal tifo. Anche altre persone locali offrirono dei generi alimentari.
Nella primavera del 1943 il campo fu ripristinato come campo di lavoro forzato per polacchi, ebrei, ucraini e zingari. I primi prigionieri arrivarono sui treni dell'Olocausto dai ghetti ebraici liquidati attraverso la Polonia occupata. Ad agosto 1943 arrivò a contenere 1.040 persone. Nell'autunno del 1943 il numero dei prigionieri raggiunse le 5.000 unità inclusi ebrei e non ebrei arrivati da Rzeszów, Tarnów, Bochnia, Jasło, Frysztak, Dukla e Pustków. Gli ebrei furono gli unici nominati kapo nel campo, costretti a mantenere la disciplina e a gestire le pene.
Con il passare del tempo, il campo arrivò ad ospitare circa 10.000 deportati, tra uomini, donne e bambini. Alcuni prigionieri furono impiegati nella sartoria per l'esercito tedesco, ma la maggior parte lavorò in vari lavori di sterro della zona, nella cava di ghiaia, nella fattoria delle SS, nella raffineria di petrolio di Niegłowice e alla costruzione del bunker di Hitler a Stępina. Il campo fu circondato con la recinzione di filo spinato, con sei torri di guardia e con luci di ricerca attorno al perimetro.
Tra i comandanti del campo ricordiamo l'Untersturmführer Anton Scheidt (inventore del "treno dell'equipaggio" dei prigionieri che effettuò corse con turni di 12 ore 24 ore su 24), l'Hauptsturmführer Hans Kellermann (noto intenditore delle giovani donne del campo, messo in prigione dalle SS con l'accusa di aver derubato il Reich), e l'SS-Hauptsturmführer Karl Blank (per sole due settimane). In particolare, il furto di oro e denaro per l'arricchimento personale fu una pratica comune tra i comandanti dei campi di concentramento; due di loro, Koch e Florstedt entrambi a Majdanek, furono giustiziati dalle SS per lo stesso motivo nell'aprile 1945. Per tutta l'esistenza del campo i comandanti risiedettero nel maniero di Gorayski, organizzando delle feste per le SS più volte alla settimana (Scheidt) e catturando decine di attraenti ebrei e non ebrei come "domestiche" (Kellermann).

## Liquidazione

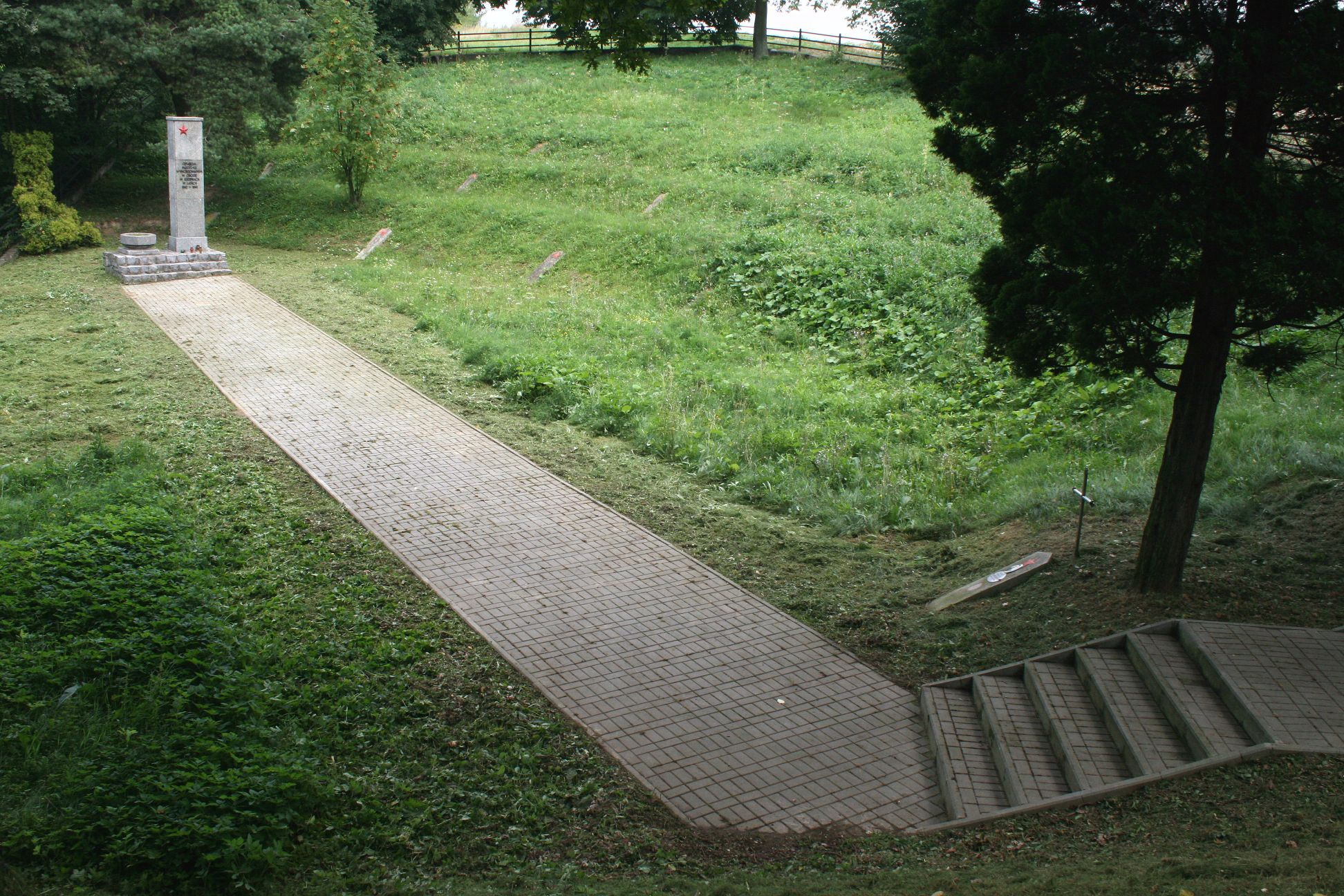
Cimitero a Bierowskie Doły con le fosse comuni non contrassegnate che coprono l'intero perimetro. In particolare, il vecchio monumento menziona solo i prigionieri di guerra sovietici di Szebnie.

Nell'agosto del 1943, gli ebrei furono separati dal resto dei prigionieri in una speciale zona sul lato nord del campo dietro un recinto di filo spinato. Successivamente, quasi duemila persone furono assassinate nelle esecuzioni di massa nella vicina foresta di Dobrucowa nell'autunno e nell'inverno del 1943, per ordine dell'SS-Hauptsturmführer Amon Goeth dal campo di Płaszów. Circa 700 ebrei furono uccisi il 22 settembre 1943: costretti a spogliarsi, i loro corpi furono inceneriti sul posto entro la fine del mese. Il 6 ottobre un altro gruppo di 500 ebrei fu fucilato e bruciato. Il 5 novembre 1943, circa 2.800 ebrei furono caricati sui treni dell'Olocausto verso il campo di concentramento di Auschwitz. Si sa che sette sono fuggiti.
Nel febbraio 1944 solo 80 ebrei rimasero nel campo, poi trasportati a Płaszów: la maggior parte dei restanti prigionieri non ebrei furono evacuati tra il 14 e il 25 agosto 1944 più a ovest del campo di Grybów, ad eccezione di circa 300 persone più deboli. Il campo fu utilizzato temporaneamente per quattro mesi, tra febbraio e luglio 1944, per mantenere i prigionieri di guerra sovietici.
Fu noto come Stalag 325, anche se nel 1942 divenne Stalag 327, apparentemente non percepito come sequenziale dall'amministrazione tedesca. I prigionieri di guerra furono massacrati dai soldati ucraini della 14ª divisione Waffen-SS, portati appositamente per questo scopo dal Campo di addestramento delle SS di Heidelager a Pustków. La maggior parte delle baracche furono bruciate. I resti del campo furono riportati dall'Armata Rossa l'8 settembre 1944. Con il passare del tempo i materiali da costruzione utilizzabili furono portati via.